# Eusceptis splendens
Eusceptis splendens är en fjärilsart som beskrevs av Druce 1896. Eusceptis splendens ingår i släktet Eusceptis och familjen nattflyn. Inga underarter finns listade i Catalogue of Life.